# Langdon's Legacy
Langdon's Legacy er en amerikansk stumfilm fra 1916 af Otis Turner.

## Medvirkende
- J. Warren Kerrigan som Jack Langdon.
- Bertram Grassby som Juan Maria Barada.
- Lois Wilson som Pepita.
- Maude George som Del Deros.
- Harry Carter som Miguel Alba.